# 749
749 (DCCXLIX) var ett normalår som började en onsdag i den julianska kalendern.

## Händelser

### Juni
- Juni — Aistulf efterträder sin bror, Ratchis som kung av langobarderna.

## Födda
- Muhammad al-Shaybani, lärjunge till Abu Hanifa.

## Avlidna
- 5 december – Johannes från Damaskus, grekisk-syrisk munk och presbyter, räknas som en av kyrkofäderna.